# Roberto Puddu
Roberto Puddu est un footballeur italien né le 24 mai 1987 à Terralba, en Sardaigne. Il a été formé au Cagliari Calcio.

## Carrière
- 2005-2007 : Cagliari Calcio -  Italie
- 2007-2008 : Giulianova Calcio (prêt) -  Italie
- 2008-2009 : Polisportiva Alghero -  Italie
- 2009-2010 : SS Tavolara Calcio -  Italie
- 2010-2011 : ASD Selargius Calcio -  Italie
- 2011-2013 : Taloro Gavoi -  Italie
- 2013-2014 : GS Abbasanta -  Italie
- 2017-2018 : FS Terralba -  Italie